# گوله (مجارستان)
گوله (به مجاری:  Gölle) یک منطقهٔ مسکونی در مجارستان است که در ناحیه کاپوشوار واقع شده‌است. گوله ۴۴٫۶۹ کیلومتر مربع مساحت و ۸۷۲ نفر جمعیت دارد.